# Rafale Solo Display
Le Rafale Solo Display est un ambassadeur de l'Armée de l'air et de l'espace française, à l'image de la Patrouille de France. Il est présent dans de nombreux meetings depuis sa création en 2009, dans le but de représenter les capacités de vol et de manoeuvrabilité du Rafale, d'être ambassadeur du fleuron de l'aéronautique française à l'étranger et de montrer le talent des équipages de cette composante des forces armées françaises.
À l'origine, cette unité faisait partie intégrante de Dassault Aviation puis a ensuite été reversée à l'Armée de l'air et de l'espace.
Le 11 Février 2024, le Rafale Solo Display devient le parrain de la 16ème promotion de CPES de l'École des Pupilles de l'Air et de l'Espace (EPAE). La promotion est alors nommée "Promotion des Racines de 16, CNE Bertrand "Bubu" Butin", en l'honneur du pilote de l'époque Bertrand Butin, ancien élève au sein de l'école.

## Personnel

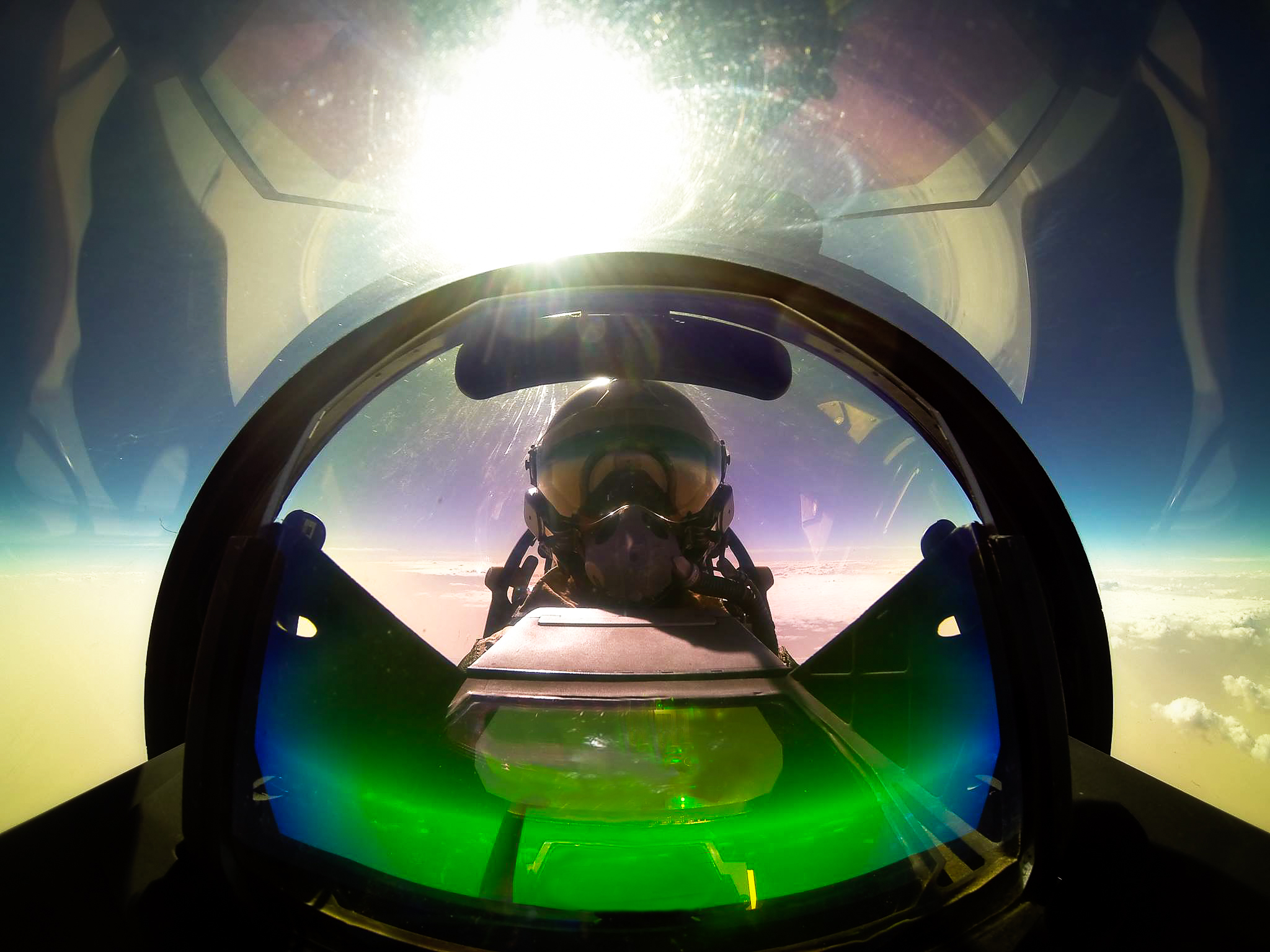
Autoportrait de « Marty », pilote du Rafale Solo Display en 2016 et 2017.

| Pilote                                           | Coach                                       | Saison    |
| ------------------------------------------------ | ------------------------------------------- | --------- |
| Capitaine Cédric Ruet, dit « Rut »               | Capitaine François Forget, dit « Guy »      | 2009-2011 |
| Capitaine Michaël Brocard, dit « Micka »         | Capitaine Cédric Ruet, dit « Rut »          | 2012-2013 |
| Capitaine Benoît Planche, dit « Tao »            | Capitaine Michaël Brocard, dit « Micka »    | 2014-2015 |
| Capitaine Jean-Guillaume Martinez, dit « Marty » | Capitaine Benoît Planche, dit « Tao »       | 2016-2017 |
| Capitaine Sébastien Nativel, dit « Babouc »      | Capitaine Jean-Guillaume Martinez « Marty » | 2018-2019 |
| Capitaine Jérome Thoule dit « Schuss »           | Capitaine Sébastien Nativel « Babouc »      | 2020-2021 |
| Capitaine Bertrand Butin dit « Bubu »            | Capitaine Jérome Thoule « Schuss »          | 2022-2023 |
| Capitaine Jean Brice Millet dit “mimouss”        | Capitaine Bertrand Butin dit “Bubu”         | 2024-2025 |

## Les séries
Chaque année le pilote élabore une nouvelle série. Elle se décline en 2 versions, une « beau temps » et une « mauvais temps » que le pilote et son coach choisissent lorsque le plafond de vol est trop bas et qu’il lui est impossible d’effectuer des boucles verticales de grande amplitude.

### Série 2011
- Version « beau temps »
- Durée 9 minutes
- Amplitude de 30 à 914 m
- Vitesse de 180 à 1 000 km/h
- Facteur de charge +9 g/-3 g

Les évolutions
1. Décollage / Boucle / 40° fuyant
2. Dumble / Retour face point central / Tonneau
3. Double face / John Derry / Retournement
4. Square dance / Dumble
5. Tonneau facettes / Barrique / Touch & Go-RG
6. Départ 90° fuyant / Tonneau / Retour 45° passage lent
7. Boucle lente / Départ fuyant 40°
8. Show of force
9. Barrique rentrante / sortante
10. Passage dos
11. Retour face point central / Trèfle
12. Barrique / Atterrissage

### Série 2012
- Version « beau temps »
- Durée 9 minutes
- Amplitude de 30 à 914 m
- Vitesse de 180 à 1 000 km/h
- Facteur de charge +9 g/-3 g

Les évolutions
1. Décollage / Demi-huit cubain
2. 360° point central / Dumble fuyante / Tonneaux
3. Double face / Tonneau / John Derry / Retournement
4. Square dance / Tonneau / Barrique
5. Touch & Go
6. Passage lent / boucle lente
7. Tonneau 4 facettes / Retour face point central
8. Show of force
9. Barrique rentrante / sortante
10. Passage dos
11. Retour face point central / Trèfle
12. Retournement / Atterrissage

### Série 2013
- Version « beau temps »
- Durée 9 minutes
- Amplitude de 30 à 914 m
- Vitesse de 180 à 1 000 km/h
- Facteur de charge +10 g/-3 g

Les évolutions
1. Décollage / 45° fuyant / retour face point central
2. Double face / John Derry
3. Square dance / Demi-huit cubain
4. Passage dos
5. Boucle / Ouverture 45° / Barrique saturée
6. Retour 45° / Passage lent
7. Boucle lente
8. Tonneau suisse
9. Show of force
10. Barrique rentrante / Ouverture 45° fuyante / Dumble retour face point central
11. Retour face point central / Trèfle
12. Retournement / Atterrissage

### Série 2015
- Version « beau temps »
- Durée 9 minutes
- Amplitude de 30 à 914 m
- Vitesse de 180 à 1 100 km/h
- Facteur de charge +10 g/-3 g

Les évolutions
1. Décollage / Demi-huit cubain
2. Square dance / Demi-huit cubain
3. Retournement
4. Virage dos
5. Double tonneau / Boucle
6. Touch & Go
7. Passage lent / Boucle lente 90° fuyante
8. Show of force
9. Barrique rentrante 90° fuyante
10. Tonneau / Demi-huit cubain / Retour face point central
11. Trèfle
12. Retournement / Atterrissage

### Série 2016
- Version « beau temps »
- Durée 9 minutes
- Amplitude de 30 à 914 m
- Vitesse de 180 à 1 100 km/h
- Facteur de charge +10 g/-3 g

Les évolutions
1. Décollage / Tonneau / Retour face point central
2. Demi barrique dos
3. Trèfle / Retour face point central / Barrique
4. Blake square dance
5. Square dance
6. Demi-huit cubain
7. Passage lent / Boucle lente
8. Dumble / retour axe
9. Barrique rentrante
10. Passage rapide
11. Boucle rapide / Demi-huit cubain
12. Retournement / Atterrissage

### Série 2018
- Version « beau temps »
- Durée 10 minutes
- Amplitude de 30 à 914 m
- Vitesse de 180 à 1 100 km/h
- Facteur de charge +10 g/-3 g

Les évolutions
1. Décollage / Tonneau train sorti / Demi-huit cubain
2. 360° / Retournement
3. Barrique rentrante / Square dance / Demi-huit cubain
4. Passage dos
5. Retournement / Barrique rentrante
6. Retournement train sorti / Tonneau train sorti
7. Boucle lente / Quart de tonneau descendant
8. Passage lent sur axe / 45° sortant / Demi-huit cubain lent
9. Dumble / Tonneaux 4 facettes / Barrique sortante / Accélération
10. Passage rapide / Barrique rentrante
11. Dumble retour 90° rentrant
12. Demi huit cubain / Retournement / Atterrissage

### Série 2019
- Version « beau temps »
- Durée 10 minutes
- Amplitude de 30 à 1 500 m
- Vitesse de 180 à 1 000 km/h
- Facteur de charge +10,5 g/-3 g

Les évolutions
1. Décollage / John Derry break
2. Tonneau suisse
3. Demi huit cubain / Descente tranche
4. Requin
5. Tonneau face / Boucle face
6. Demi-huit cubain / Retour axe
7. Double tonneau 360° forte vitesse / Barrique sortante
8. Tonneau train sorti / passage lent
9. Boucle lente
10. Boucle carrée
11. Square dance / Retournement
12. Passage rapide dans l'axe / Retour point central
13. Demi-huit cubain / Retournement / Atterrissage

### Série 2020
- Version « beau temps »
- Durée 10 minutes
- Amplitude de 30 à 1 500 m
- Vitesse de 180 à 1 000 km/h
- Facteur de charge +10,5 g/-3 g

Les évolutions
1. Décollage / Boucle / Double tonneau
2. Passage dos / Demi-huit cubain
3. 360° forte vitesse
4. Barriques / Tonneaux
5. Boucle face / Tonneaux facettes
6. Virage dos
7. Passage lent / Barrique lente
8. Tonneau trains sortis / Retournement / 1/2 barrique dos
9. Double tonneau / Barrique rebond
10. Passage rapide à l'anglaise
11. Trèfle / Barrique saturée
12. Tonneau lent / Tonneau rapide / Dumble
13. Tonneau « savoyard » / Demi-huit cubain
14. Retournement / Atterrissage

### Série 2021
- Version « beau temps »
- Durée 10 minutes
- Amplitude de 30 à 1 500 m
- Vitesse de 180 à 1 000 km/h
- Facteur de charge +9 g/-3 g

Les évolutions
1. Décollage / Boucle / Double tonneau
2. Passage dos / Demi-huit cubain
3. 360° forte vitesse
4. Barriques / Tonneaux
5. Boucle face / Tonneaux facettes
6. Virage dos
7. Passage lent / Barrique lente
8. Tonneau trains sortis / Retournement / 1/2 barrique dos
9. Double tonneau / Barrique rebond
10. Passage rapide à l'anglaise
11. Trèfle / Barrique saturée
12. Tonneau lent / Tonneau rapide / Dumble
13. Tonneau « savoyard » / Demi-huit cubain
14. Retournement / Atterrissage

### Série 2022
- Version « beau temps »
- Durée 9:30 minutes
- Amplitude de 30 à 1 200 m
- Vitesse de 180 à 1 000 km/h
- Facteur de charge +9 g/-3 g

Les évolutions
1. Décollage « Gifi »
2. Double tonneau axe, dumble retour face
3. Boucle « face »
4. 1/2 huit cubain tranche
5. Double tonneau sortant
6. Square dance
7. Virage dos
8. Remise de gaz, demi-barrique sortante
9. Tonneau lent, tonneau rapide
10. Passage DIWI (Because I Was Inverted)
11. Barrique de combat, barrique "Corkscrew"
12. Passage lent
13. Passage « Buzz the tower »
14. « Square loop »
15. Barrique saturée
16. Double John Derry face, atterrissage sur retournement